# Hauts
En termes de marines, les hauts d'un bâtiment, en opposition des bas, désigne autant la capacité intérieure des parties hors de l'eau que ses côtés.
Les hauts d'un navire doivent se compter extérieurement, quelques pieds au-dessus de la flottaison jusqu'aux bastingages et tout autour du bâtiment. C'est cette partie qu'il faut entendre quand on dit « les hauts sont en bon état », « les hauts ont besoin de réparations ». On entend aussi par « les hauts », les murailles, les bois qui sont au-dessus du pont supérieur (l'accastillage) ainsi raser les hauts d'un vaisseau, c'est lui enlever cette partie élevée de sa muraille, lui supprimer ainsi son pont supérieur, et faire que le pont placé immédiatement au-dessous devienne le pont le plus élevé (vaisseau rasé).